# Claude Carliez

Claude Carliez à direita.

Claude Carliez (Nancy, 10 de janeiro de 1925 - Saint-Mandé, 18 de maio de 2015) é um mestre de esgrima francês, dublê, ator, coordenador de lutas e dublês, coreógrafo e diretor.
Com mais de cinquenta anos de atividade, Claude Carliez é um dos famosos coordenadores de dublês da história do cinema francês e internacional. Foi pródigo em filmes de capa e espada.
De 1950 a 2000, coordenou as lutas e acrobacias de uma infinidade de filmes, incluindo Jean Marais, Jean-Paul Belmondo, Louis de Funès, Gérard Depardieu, Alain Delon e Roger Moore. Trabalhou em inúmeras produções estrangeiras, incluindo dois filmes de James Bond: Moonraker (1979) e A View to a Kill (1985). Ele foi presidente do sindicato francês de dublês de 1972 a 1984 e presidente da Academia d'Armas da França de 1988 a 2012.
Maestro da ação em todas as suas modalidades, tem em seu currículo mais de 600 produções (aproximadamente 200 filmes, 200 séries de televisão, minisséries de televisão, séries de televisão, filmes de TV, comerciais, shows, especiais de TV, programas, documentários e 20 peças de teatro).

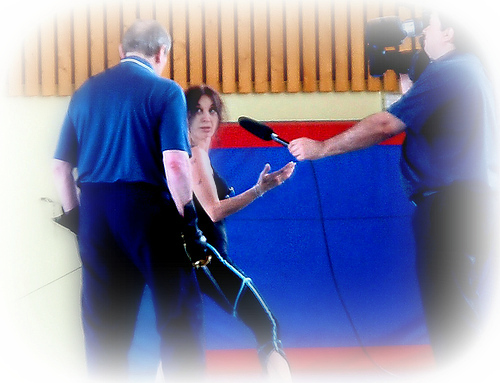
O mestre d'armas Claude Carliez com Sarilen Gonzalez em Pérouges, na França.

## Biografia
Claude Carliez nasceu em Nancy em 10 de janeiro de 1925 , em uma família de cinco filhos, quatro meninos e uma menina. Primeiro presidente do sindicato dos dublês franceses, continua sendo, com Rémy Julienne, aquele que fez desta atividade uma profissão. Ingressando na escola magistral de esgrima de Joinville-le-Pont aos 18 anos, formou-se com mestrado aos 21. Devido à proximidade da escola com estúdios de cinema, Claude tornou-se consultor técnico de armas históricas e duelos de diversos filmes. Retornando a Paris, Claude encontrou um de seus mestres em 1953, André Gardère, que o contratou como dublê ao lado dele no filme Lucrèce Borgia, de Christian-Jaque. Os diretores para quem trabalhou (nomeadamente Gérard Oury e André Hunebelle) apreciavam-no pela sua precisão, perfeição e destemor. Os atores adoravam trabalhar com ele por causa de sua natureza agradável e gentileza com seu ofício.
Ele montou cenas de ação, lutas de esgrima e acrobacias em inúmeros filmes como Os Vikings, Os Três Mosqueteiros, A Tulipa Negra, a série de OSS 117, a trilogia Fantômas, La Grande Vadrouille, Loucura de grandeza, Julia e La Fille de d'Artagnan, bem como dois filmes de James Bond: Moonraker (1979) e A View to a Kill (1985).
Em 1958, foi mestre de esgrima em um filme para TV de Marcel Bluwal, L'Alcade de Zalamea.
Em 1959, Claude apareceu no filme de sucesso Le Bossu, estrelado por Jean Marais e dirigido por André Hunebelle, o qual impulsionou sua carreira cinematográfica. Hunebelle encomendou-lhe todas as acrobacias para o filme seguinte, Le Capitan, onde continuou a realizar acrobacias para a Batalha de Austerlitz. Ele também participou da série de televisão Thierry la Fronde.
Claude tornou-se dublê da série OSS 117 de André Hunebelle, da mesma forma que Bob Simmons nos filmes de James Bond. É também diretor de um filme com Jean Marais e Marie-José Nat, Le Paria (1969).
Durante sua carreira, trabalhou frequentemente com certos atores e dublês, incluindo Jean Marais, Jean-Paul Belmondo, Éric Vasberg, e Mick Micheyl. Nas horas vagas, dá aulas de esgrima para atores. Aposentou-se oficialmente em 2000.
De 1988 a 2012, Carliez presidiu a Academia d'Armas da França, onde iniciou activamente o desenvolvimento da esgrima artística.
Claude Carliez morreu de causas naturais em 17 de maio de 2015. Seu funeral ocorreu discretamente na quarta-feira, 20 de maio, em Champigny. Um livro póstumo, Souvenirs en cascatas, foi publicado em dezembro de 2016 .

### Família
Seu pai era Daniel Carliez e sua mãe era Marie. Claude Carliez foi casado com Élaine Carliez. Claude Carliez é o pai de Marie-Claude Carliez, que foi editora de filmes e de Michel Carliez, também mestre espadachim e dublê.

### Condecorações
- Chevalier de l'ordre des Arts et des Lettres (2002)[22]
- Chevalier de l'ordre national du Mérite (julho de 2013)[22]

## Filmografia

Claude Carliez e Roger Moore vestidos de gaúchos no filme Moonraker (1979).

### Cinema

#### Coordenador de lutas e acrobacias
- 1953 : Lucrèce Borgia de Christian-Jaque
- 1953 : Les Trois Mousquetaires d'André Hunebelle
- 1954 : Cadet Rousselle d'André Hunebelle
- 1954 : Le Vicomte de Bragelonne de Fernando Cerchio
- 1955 : Le Fils de Caroline chérie de Jean Devaivre
- 1955 : L'Affaire des poisons d'Henri Decoin
- 1955 : Les Aventures de Quentin Durward (Quentin Durward) de Richard Thorpe
- 1956 : Diane de Poitiers (Diane) de David Miller
- ? 1956 : Si Paris nous était conté de Sacha Guitry ?Predefinição:Pas clair
- 1956 : Michel Strogoff de Carmine Gallone
- 1956 : Les Aventures de Gil Blas de Santillane de René Jolivet
- 1957 : Action immédiate de Maurice Labro
- 1957 : Les Aventures d'Arsène Lupin de Jacques Becker
- 1958 : Les Vikings (The Vikings) de Richard Fleischer
- 1959 : Le Bossu d'André Hunebelle
- 1959 : Katia  de Robert Siodmak
- 1960 : Le Capitan d'André Hunebelle
- 1960 : Austerlitz d'Abel Gance
- 1961 : Vive Henri IV, vive l'amour de Claude Autant-Lara
- 1961 : La Princesse de Clèves de Jean Delannoy
- 1961 : Les Trois Mousquetaires de Bernard Borderie
- 1961 : Le Miracle des loups d'André Hunebelle
- 1961 : Le Comte de Monte-Cristo de Claude Autant-Lara
- 1961 : Le Capitaine Fracasse de Pierre Gaspard-Huit
- ? 1962 : La Fayette de Jean Dréville ?Predefinição:Pas clair
- 1962 : Mandrin, bandit gentilhomme de Jean-Paul Le Chanois
- 1962 : Les Mystères de Paris d'André Hunebelle
- 1962 : Le Crime ne paie pas (sketche L'Affaire Hugues) de Gérard Oury
- 1962 : Cartouche de Philippe de Broca
- 1962 : Le Chevalier de Pardaillan de Bernard Borderie
- 1962 : La Salamandre d'or de Maurice Regamey
- 1962 : Le Masque de fer d'Henri Decoin
- ? 1962 : Le Jour le plus long (The Longest Day) de Ken Annakin, Andrew Marton, Gerd Oswald, Bernhard Wicki et Darryl F. Zanuck ?Predefinição:Pas clair
- 1963 : OSS 117 se déchaîne d'André Hunebelle
- 1963 : Shéhérazade de Pierre Gaspard-Huit
- 1963 : Les Femmes d'abord de Raoul André
- 1963 : Charade de Stanley Donen
- 1963 : L'Honorable Stanislas, agent secret de Jean-Charles Dudrumet
- 1963 : Scaramouche (ou La Máscara de Scaramouche) d'Antonio Isasi-Isasmendi
- 1963 : D'où viens-tu Johnny ? de Noël Howard
- 1963 : Blague dans le coin de Maurice Labro
- 1964 : Des frissons partout de Raoul André
- 1964 : Une ravissante idiote d'Édouard Molinaro
- 1964 : La Tulipe Noire de Christian-Jaque
- 1964 : Coplan prend des risques de Maurice Labro
- 1964 : Coplan, agent secret FX 18 de Maurice Cloche
- 1964 : Angélique, Marquise des anges de Bernard Borderie
- 1964 : Une souris chez les hommes (ou Un drôle de caïd) de Jacques Poitrenaud
- 1964 : Laissez tirer les tireurs de Guy Lefranc
- 1964 : Nick Carter va tout casser d'Henri Decoin
- 1964 : Lucky Jo de Michel Deville
- 1964 : Banco à Bangkok pour OSS 117 d'André Hunebelle
- ? 1964 : Le Train (The Train) de John Frankenheimer, Arthur Penn et Bernard Farrel ?Predefinição:Pas clair
- 1964 : Fantomas d'André Hunebelle
- 1965 : Ces dames s'en mêlent de Raoul André
- 1965 : Faites vos jeux, mesdames (ou Feu à volonté) de Marcel Ophuls
- 1965 : Le Majordome de Jean Delannoy
- 1965 : Les Deux Orphelines de Riccardo Freda
- ? 1965 : Le Gentleman de Cocody de Christian-Jaque ?Predefinição:Pas clair
- 1965 : Furia à Bahia pour OSS 117 d'André Hunebelle
- 1965 : Corrida pour un espion de Maurice Labro
- 1965 : Fantomas se déchaîne d'André Hunebelle
- 1965 : La Tête du client de Jacques Poitrenaud
- 1965 : Le Corniaud de Gérard Oury
- 1965 : Pleins feux sur Stanislas de Jean-Charles Dudrumet
- 1965 : Quoi de neuf, Pussycat ? (What's New, Pussycat?) de Clive Donner
- 1965 : Coplan FX 18 casse tout (Agente 777 missione Summergame) de Riccardo Freda
- 1965 : Nick Carter et le Trèfle rouge de Jean-Paul Savignac
- 1965 : Train d'enfer de Gilles Grangier
- 1966 : Angélique et le Roy de Bernard Borderie
- 1966 : Le Saint prend l'affût de Christian-Jaque
- 1966 : Carré de dames pour un as de Jacques Poitrenaud
- 1966 : Paradiso, hôtel du libre-échange (Hotel Paradiso) de Peter Glenville
- 1966 : Atout cœur à Tokyo pour OSS 117 de Michel Boisrond
- 1966 : La Grande Vadrouille de Gérard Oury
- 1967 : Bang-bang (ou Poursuite partie) de Serge Piollet
- 1967 : Fantomas contre Scotland Yard d'André Hunebelle
- 1967 : Les Grandes Vacances de Jean Girault
- 1967 : Coplan ouvre le feu à Mexico de Riccardo Freda
- 1967 : Sept hommes et une garce de Bernard Borderie
- 1967 : Estouffade à la Caraïbe de Jacques Besnard
- 1967 : Peau d'espion d'Édouard Molinaro
- 1967 : Le Soleil des voyous de Jean Delannoy
- 1967 : L'Homme qui valait des milliards de Michel Boisrond
- 1967 : Le Fou du labo 4 de Jacques Besnard
- 1967 : Johnny Banco d'Yves Allégret
- 1968 : Casse-tête chinois pour le judoka de Maurice Labro
- 1968 : La Louve solitaire d'Édouard Logereau
- 1968 : Coplan sauve sa peau d'Yves Boisset
- ? 1968 : Pas de roses pour OSS 117 (Niente rose per OSS 117) de Jean-Pierre Desagnat, André Hunebelle et Renzo Cerrato ?Predefinição:Pas clair
- 1968 : Adieu l'ami de Jean Herman
- 1968 : Sous le signe de Monte-Cristo d'André Hunebelle
- 1969 : Le Paria de Claude Carliez
- 1969 : Le Cerveau (The Brain) de Gérard Oury – (Carliez n’a pas pu participer au tournage du film car il tournait son film Le Paria, n’envoyant que son équipe de cascadeurs.)
- 1969 : La Voie lactée de Luis Buñuel
- 1969 : L'or se barre (The Italian Job) de Peter Collinson
- 1969 : Aux frais de la princesse de Roland Quignon
- 1969 : Jeff de Jean Herman
- 1969 : Mon oncle Benjamin d'Édouard Molinaro
- 1970 : Commencez la révolution sans nous (Start the Revolution Without Me) de Bud Yorkin
- 1970 : La Peau de Torpédo de Jean Delannoy
- 1970 : Le Mur de l'Atlantique de Marcel Camus
- 1971 : Les Mariés de l'an II de Jean-Paul Rappeneau
- 1971 : Le Casse (The Burglars) d'Henri Verneuil
- 1971 : Papa les p'tits bateaux de Nelly Kaplan
- 1971 : La Folie des grandeurs de Gérard Oury
- ? 1973 : Chacal (The Day of the Jackal) de Fred Zinnemann ?Predefinição:Pas clair
- 1973 : L'Histoire très bonne et très joyeuse de Colinot trousse-chemise de Nina Companeez
- 1973 : Les Aventures de Rabbi Jacob de Gérard Oury
- 1974 : Marseille contrat (The Marseille Contract) de Robert Parrish
- 1974 : Par ici la monnaie (ou Les Démerdards) de Richard Balducci
- 1974 : Le Hasard et la Violence de Philippe Labro
- 1974 : Q (ou Au plaisir des dames) de Jean-François Davy
- 1974 : Un linceul n'a pas de poches de Jean-Pierre Mocky
- 1974 : Nuits rouges de Georges Franju
- 1974 : La Gifle de Claude Pinoteau
- 1974 : Le Retour du grand blond d'Yves Robert
- 1975 : L'important c'est d'aimer d'Andrzej Żuławski
- 1975 : Rosebud d'Otto Preminger
- 1975 : Peur sur la ville d'Henri Verneuil
- 1975 : Au-delà de la peur de Yannick Andréi
- 1975 : On a retrouvé la septième compagnie de Robert Lamoureux
- 1975 : Le Sauvage de Jean-Paul Rappeneau
- 1976 : Blondy de Sergio Gobbi
- 1976 : Calmos de Bertrand Blier
- 1976 : René la Canne de Francis Girod
- 1976 : L'Alpagueur de Philippe Labro
- 1976 : Une femme fidèle de Roger Vadim
- 1976 : Police Python 357 d'Alain Corneau
- 1976 : Un éléphant ça trompe énormément d'Yves Robert
- 1976 : Le Corps de mon ennemi d'Henri Verneuil
- 1977 : Dites-lui que je l'aime de Claude Miller
- 1977 : L'Animal de Claude Zidi
- 1977 : Vous n'aurez pas l'Alsace et la Lorraine de Coluche et Marc Monnet
- 1977 : Julia de Fred Zinnemann
- 1978 : L'Ordre et la sécurité du monde de Claude d'Anna
- 1978 : Perceval le Gallois d'Éric Rohmer
- 1978 : La Carapate de Gérard Oury
- 1979 : Grandison d'Achim Kurz
- 1979 : Écoute voir d'Hugo Santiago
- 1979 : Coup de tête de Jean-Jacques Annaud
- 1979 : Flic ou voyou de Georges Lautner
- 1979 : Moonraker de Lewis Gilbert
- 1979 : La Guerre des polices de Robin Davis
- 1980 : Le Guignolo de Georges Lautner
- 1980 : Le Complot diabolique du docteur Fu Manchu (The Fiendish Plot of Dr. Fu Manchu) de Piers Haggard
- 1980 : Le Coup du parapluie de Gérard Oury
- 1980 : Les Charlots contre Dracula de Jean-Pierre Desagnat
- 1980 : La Tour Eiffel en otage (The Hostage Tower) de Predefinição:Lien
- 1981 : Garde à vue de Claude Miller
- 1981 : Pour la peau d'un flic d'Alain Delon
- 1981 : Le Professionnel de Georges Lautner
- 1981 : Condorman de Charles Jarrott
- 1982 : Le Bourgeois gentilhomme de Roger Coggio
- 1982 : Josepha de Christopher Frank
- 1982 : Le Retour de Martin Guerre de Daniel Vigne
- 1982 : Le Choc de Robin Davis
- 1982 : On s'en fout, nous on s'aime de Michel Gérard
- 1982 : Les Misérables de Robert Hossein
- 1982 : Enigma de Jeannot Szwarc
- 1982 : L'As des as de Gérard Oury
- 1982 : La Boum 2 de Claude Pinoteau
- 1983 : Le Battant d'Alain Delon et Robin Davis
- 1983 : Surexposé (Exposed) de James Toback
- 1983 : La Lune dans le caniveau de Jean-Jacques Beineix
- 1983 : La Bête noire de Patrick Chaput
- 1983 : Flics de choc de Jean-Pierre Desagnat
- 1983 : Le Marginal de Jacques Deray
- 1984 : Retenez-moi... ou je fais un malheur ! de Michel Gérard
- 1984 : Le Lion des Flandres (De Leeuw van Vlaanderen) d'Hugo Claus
- 1984 : Les Cavaliers de l'orage de Gérard Vergez
- 1984 : Les Morfalous d'Henri Verneuil
- 1984 : Stress de Jean-Louis Bertuccelli
- 1984 : Le Jumeau d'Yves Robert
- 1984 : Joyeuses Pâques de Georges Lautner
- 1984 : La Vengeance du serpent à plumes de Gérard Oury
- 1984 : Une Américaine à Paris (American Dreamer) de Rick Rosenthal
- 1984 : Rive droite, rive gauche de Philippe Labro
- 1984 : La Tête dans le sac de Gérard Lauzier
- 1984 : La Septième Cible de Claude Pinoteau
- ? 1985 : Predefinição:Lien de Christian Rateuke et Dieter Hallervorden ?Predefinição:Pas clair
- 1985 : Hors-la-loi de Robin Davis
- 1985 : Dangereusement vôtre (A View to a Kill) de John Glen
- 1985 : Target d'Arthur Penn
- 1985 : Bras de fer de Gérard Vergez
- 1985 : Predefinição:Lien de Bobby Eerhart
- 1985 : Predefinição:Lien d'Predefinição:Lien
- 1986 : Twist again à Moscou de Jean-Marie Poiré
- 1986 : Max mon amour (Max My Love), (マックス、モン・アムール) de Nagisa Ōshima
- 1987 : Lévy et Goliath de Gérard Oury
- 1987 : Le Solitaire de Jacques Deray
- 1988 : Voulez-vous mourir avec moi ? (Der Kuß des Tigers) de Petra Haffter
- 1988 : Deux Minutes de soleil en plus de Gérard Vergez
- 1988 : La Couleur du vent de Pierre Granier-Deferre
- 1988 : Sweet Lies de Nathalie Delon
- 1989 : Thank You Satan d'André Farwagi
- 1989 : Valmont de Miloš Forman
- 1990 : Présumé dangereux de Georges Lautner
- 1990 : Connemara de Louis Grospierre
- 1991 : Netchaïev est de retour de Jacques Deray
- 1991 : La Neige et le Feu de Claude Pinoteau
- 1991 : Les Fleurs du mal de Jean-Pierre Rawson
- 1992 : Le Retour de Casanova d'Édouard Niermans
- 1992 : Max et Jérémie de Claire Devers
- 1993 : Une journée chez ma mère de Dominique Cheminal
- 1993 : Louis, enfant roi de Roger Planchon
- 1993 : Pétain de Jean Marbœuf
- 1994 : Je t'aime quand même de Nina Companeez
- 1994 : La Fille de d'Artagnan de Bertrand Tavernier
- 1995 : L'Amour conjugal de Benoît Barbier
- 1996 : Beaumarchais, l'insolent d'Édouard Molinaro
- 1997 : La Dame du jeu d'Anna Brasi
- 1998 : Une chance sur deux de Patrice Leconte

#### Mestre d'Armas
- 1953 : Les Trois Mousquetaires d'André Hunebelle
- 1954 : Cadet Rousselle d'André Hunebelle
- 1958 : Les Vikings (The Vikings) de Richard Fleischer
- 1959 : Le Bossu d'André Hunebelle
- 1960 : Le Capitan d'André Hunebelle
- 1961 : Les Trois Mousquetaires de Bernard Borderie
- 1961 : Le Miracle des loups d'André Hunebelle
- 1961 : Le Capitaine Fracasse de Pierre Gaspard-Huit
- 1962 : Le Chevalier de Pardaillan de Bernard Borderie
- 1962 : Le Masque de fer d'Henri Decoin
- 1962 : Cartouche de Philippe de Broca
- 1994 : La Fille de d'Artagnan de Bertrand Tavernier

#### Efeitos especiais
- 1960 : Le Capitan d'André Hunebelle
- 1961 : Le Comte de Monte-Cristo de Claude Autant-Lara
- 1962 : Cartouche de Philippe de Broca
- 1965 : Le Corniaud de Gérard Oury
- 1966 : La Grande Vadrouille de Gérard Oury
- 1967 : Les Grandes Vacances de Jean Girault
- 1971 : La Folie des grandeurs de Gérard Oury

#### Diretor
- 1969 : Le Paria

#### Supervisor
- 1960 : La Corde raide de Jean-Charles Dudrumet

#### Ator
<div class="div-col columns column-count column-count-* 1953 : Les Trois Mousquetaires d'André Hunebelle : un garde de Richelieu / la doublure de Jean Martinelli
- 1954 : Cadet Rousselle d'André Hunebelle : le gendarme qui se bat en duel
- 1955 : Le Fils de Caroline chérie de Jean Devaivre
- 1955 : L'Affaire des poisons d'Henri Decoin : un acheteur de produit miracle
- 1956 : Les Aventures de Gil Blas de Santillane de René Jolivet : un homme qui se bat
- 1957 : Les Aventures d'Arsène Lupin de Jacques Becker : petit rôle
- 1959 : Le Bossu d'André Hunebelle : un spadassin à la solde du duc de Gonzague
- 1960 : Austerlitz d'Abel Gance : le général Pierre Margaron
- 1961 : Les Trois Mousquetaires de Bernard Borderie : Bernajoux, capitaine des gardes du cardinal
- 1961 : Le Miracle des loups d'André Hunebelle : un compagnon de Robert de Neuville (un soldat)
- 1962 : Le Crime ne paie pas (sketche L'Affaire Hugues) de Gérard Oury : le juge du duel
- 1962 : Cartouche de Philippe de Broca : l'autre gentilhomme de l'auberge
- 1962 : Mandrin, bandit gentilhomme de Jean-Paul Le Chanois : un aristocrate
- 1962 : La Salamandre d'or de Maurice Regamey : un maître d'armes
- 1965 : Furia à Bahia pour OSS 117 d'André Hunebelle : Thomas Ellis
- 1967 : Fantomas contre Scotland Yard d'André Hunebelle : un gendarme
- 1967 : Les Grandes Vacances de Jean Girault : un marin au club nautique
- 1969 : Le Paria de Claude Carliez : pilote d'avion
- 1971 : Les Mariés de l'an II de Jean-Paul Rappeneau : un bagarreur
- 1974 : Le Retour du grand blond d'Yves Robert : un homme de main de Toulouse
- 1974 : Un linceul n'a pas de poches de Jean-Pierre Mocky : un homme de main
- 1976 : L'Alpagueur de Philippe Labro : le touriste anglais
- 1976 : Un éléphant ça trompe énormément d'Yves Robert : l'homme qui gifle Simon
- 1977 : L'Animal de Claude Zidi : lui-même
- 1979 : Écoute voir d'Hugo Santiago : un homme de main
- 1979 : Moonraker de Lewis Gilbert : un gondolier / un lanceur de bolas / un homme de main de Drax
- 1981 : Garde à vue de Claude Miller : un policier
- 1984 : Les Morfalous d'Henri Verneuil : un légionnaire (Vers la quatrième minute, il reçoit une balle dans le dos.)
- 1984 : Une Américaine à Paris (American Dreamer) de Rick Rosenthal : un truand
- 1985 : Target d'Arthur Penn : homme esquivant dans la rue devant une voiture" style="-moz-column-count: * 1953 : Les Trois Mousquetaires d'André Hunebelle : un garde de Richelieu / la doublure de Jean Martinelli
- 1954 : Cadet Rousselle d'André Hunebelle : le gendarme qui se bat en duel
- 1955 : Le Fils de Caroline chérie de Jean Devaivre
- 1955 : L'Affaire des poisons d'Henri Decoin : un acheteur de produit miracle
- 1956 : Les Aventures de Gil Blas de Santillane de René Jolivet : un homme qui se bat
- 1957 : Les Aventures d'Arsène Lupin de Jacques Becker : petit rôle
- 1959 : Le Bossu d'André Hunebelle : un spadassin à la solde du duc de Gonzague
- 1960 : Austerlitz d'Abel Gance : le général Pierre Margaron
- 1961 : Les Trois Mousquetaires de Bernard Borderie : Bernajoux, capitaine des gardes du cardinal
- 1961 : Le Miracle des loups d'André Hunebelle : un compagnon de Robert de Neuville (un soldat)
- 1962 : Le Crime ne paie pas (sketche L'Affaire Hugues) de Gérard Oury : le juge du duel
- 1962 : Cartouche de Philippe de Broca : l'autre gentilhomme de l'auberge
- 1962 : Mandrin, bandit gentilhomme de Jean-Paul Le Chanois : un aristocrate
- 1962 : La Salamandre d'or de Maurice Regamey : un maître d'armes
- 1965 : Furia à Bahia pour OSS 117 d'André Hunebelle : Thomas Ellis
- 1967 : Fantomas contre Scotland Yard d'André Hunebelle : un gendarme
- 1967 : Les Grandes Vacances de Jean Girault : un marin au club nautique
- 1969 : Le Paria de Claude Carliez : pilote d'avion
- 1971 : Les Mariés de l'an II de Jean-Paul Rappeneau : un bagarreur
- 1974 : Le Retour du grand blond d'Yves Robert : un homme de main de Toulouse
- 1974 : Un linceul n'a pas de poches de Jean-Pierre Mocky : un homme de main
- 1976 : L'Alpagueur de Philippe Labro : le touriste anglais
- 1976 : Un éléphant ça trompe énormément d'Yves Robert : l'homme qui gifle Simon
- 1977 : L'Animal de Claude Zidi : lui-même
- 1979 : Écoute voir d'Hugo Santiago : un homme de main
- 1979 : Moonraker de Lewis Gilbert : un gondolier / un lanceur de bolas / un homme de main de Drax
- 1981 : Garde à vue de Claude Miller : un policier
- 1984 : Les Morfalous d'Henri Verneuil : un légionnaire (Vers la quatrième minute, il reçoit une balle dans le dos.)
- 1984 : Une Américaine à Paris (American Dreamer) de Rick Rosenthal : un truand
- 1985 : Target d'Arthur Penn : homme esquivant dans la rue devant une voiture; -webkit-column-count: * 1953 : Les Trois Mousquetaires d'André Hunebelle : un garde de Richelieu / la doublure de Jean Martinelli
- 1954 : Cadet Rousselle d'André Hunebelle : le gendarme qui se bat en duel
- 1955 : Le Fils de Caroline chérie de Jean Devaivre
- 1955 : L'Affaire des poisons d'Henri Decoin : un acheteur de produit miracle
- 1956 : Les Aventures de Gil Blas de Santillane de René Jolivet : un homme qui se bat
- 1957 : Les Aventures d'Arsène Lupin de Jacques Becker : petit rôle
- 1959 : Le Bossu d'André Hunebelle : un spadassin à la solde du duc de Gonzague
- 1960 : Austerlitz d'Abel Gance : le général Pierre Margaron
- 1961 : Les Trois Mousquetaires de Bernard Borderie : Bernajoux, capitaine des gardes du cardinal
- 1961 : Le Miracle des loups d'André Hunebelle : un compagnon de Robert de Neuville (un soldat)
- 1962 : Le Crime ne paie pas (sketche L'Affaire Hugues) de Gérard Oury : le juge du duel
- 1962 : Cartouche de Philippe de Broca : l'autre gentilhomme de l'auberge
- 1962 : Mandrin, bandit gentilhomme de Jean-Paul Le Chanois : un aristocrate
- 1962 : La Salamandre d'or de Maurice Regamey : un maître d'armes
- 1965 : Furia à Bahia pour OSS 117 d'André Hunebelle : Thomas Ellis
- 1967 : Fantomas contre Scotland Yard d'André Hunebelle : un gendarme
- 1967 : Les Grandes Vacances de Jean Girault : un marin au club nautique
- 1969 : Le Paria de Claude Carliez : pilote d'avion
- 1971 : Les Mariés de l'an II de Jean-Paul Rappeneau : un bagarreur
- 1974 : Le Retour du grand blond d'Yves Robert : un homme de main de Toulouse
- 1974 : Un linceul n'a pas de poches de Jean-Pierre Mocky : un homme de main
- 1976 : L'Alpagueur de Philippe Labro : le touriste anglais
- 1976 : Un éléphant ça trompe énormément d'Yves Robert : l'homme qui gifle Simon
- 1977 : L'Animal de Claude Zidi : lui-même
- 1979 : Écoute voir d'Hugo Santiago : un homme de main
- 1979 : Moonraker de Lewis Gilbert : un gondolier / un lanceur de bolas / un homme de main de Drax
- 1981 : Garde à vue de Claude Miller : un policier
- 1984 : Les Morfalous d'Henri Verneuil : un légionnaire (Vers la quatrième minute, il reçoit une balle dans le dos.)
- 1984 : Une Américaine à Paris (American Dreamer) de Rick Rosenthal : un truand
- 1985 : Target d'Arthur Penn : homme esquivant dans la rue devant une voiture; column-count: * 1953 : Les Trois Mousquetaires d'André Hunebelle : un garde de Richelieu / la doublure de Jean Martinelli
- 1954 : Cadet Rousselle d'André Hunebelle : le gendarme qui se bat en duel
- 1955 : Le Fils de Caroline chérie de Jean Devaivre
- 1955 : L'Affaire des poisons d'Henri Decoin : un acheteur de produit miracle
- 1956 : Les Aventures de Gil Blas de Santillane de René Jolivet : un homme qui se bat
- 1957 : Les Aventures d'Arsène Lupin de Jacques Becker : petit rôle
- 1959 : Le Bossu d'André Hunebelle : un spadassin à la solde du duc de Gonzague
- 1960 : Austerlitz d'Abel Gance : le général Pierre Margaron
- 1961 : Les Trois Mousquetaires de Bernard Borderie : Bernajoux, capitaine des gardes du cardinal
- 1961 : Le Miracle des loups d'André Hunebelle : un compagnon de Robert de Neuville (un soldat)
- 1962 : Le Crime ne paie pas (sketche L'Affaire Hugues) de Gérard Oury : le juge du duel
- 1962 : Cartouche de Philippe de Broca : l'autre gentilhomme de l'auberge
- 1962 : Mandrin, bandit gentilhomme de Jean-Paul Le Chanois : un aristocrate
- 1962 : La Salamandre d'or de Maurice Regamey : un maître d'armes
- 1965 : Furia à Bahia pour OSS 117 d'André Hunebelle : Thomas Ellis
- 1967 : Fantomas contre Scotland Yard d'André Hunebelle : un gendarme
- 1967 : Les Grandes Vacances de Jean Girault : un marin au club nautique
- 1969 : Le Paria de Claude Carliez : pilote d'avion
- 1971 : Les Mariés de l'an II de Jean-Paul Rappeneau : un bagarreur
- 1974 : Le Retour du grand blond d'Yves Robert : un homme de main de Toulouse
- 1974 : Un linceul n'a pas de poches de Jean-Pierre Mocky : un homme de main
- 1976 : L'Alpagueur de Philippe Labro : le touriste anglais
- 1976 : Un éléphant ça trompe énormément d'Yves Robert : l'homme qui gifle Simon
- 1977 : L'Animal de Claude Zidi : lui-même
- 1979 : Écoute voir d'Hugo Santiago : un homme de main
- 1979 : Moonraker de Lewis Gilbert : un gondolier / un lanceur de bolas / un homme de main de Drax
- 1981 : Garde à vue de Claude Miller : un policier
- 1984 : Les Morfalous d'Henri Verneuil : un légionnaire (Vers la quatrième minute, il reçoit une balle dans le dos.)
- 1984 : Une Américaine à Paris (American Dreamer) de Rick Rosenthal : un truand
- 1985 : Target d'Arthur Penn : homme esquivant dans la rue devant une voiture;  ">
- 1953 : Les Trois Mousquetaires d'André Hunebelle : un garde de Richelieu / la doublure de Jean Martinelli
- 1954 : Cadet Rousselle d'André Hunebelle : le gendarme qui se bat en duel
- 1955 : Le Fils de Caroline chérie de Jean Devaivre
- 1955 : L'Affaire des poisons d'Henri Decoin : un acheteur de produit miracle
- 1956 : Les Aventures de Gil Blas de Santillane de René Jolivet : un homme qui se bat
- 1957 : Les Aventures d'Arsène Lupin de Jacques Becker : petit rôle
- 1959 : Le Bossu d'André Hunebelle : un spadassin à la solde du duc de Gonzague
- 1960 : Austerlitz d'Abel Gance : le général Pierre Margaron
- 1961 : Les Trois Mousquetaires de Bernard Borderie : Bernajoux, capitaine des gardes du cardinal
- 1961 : Le Miracle des loups d'André Hunebelle : un compagnon de Robert de Neuville (un soldat)
- 1962 : Le Crime ne paie pas (sketche L'Affaire Hugues) de Gérard Oury : le juge du duel
- 1962 : Cartouche de Philippe de Broca : l'autre gentilhomme de l'auberge
- 1962 : Mandrin, bandit gentilhomme de Jean-Paul Le Chanois : un aristocrate
- 1962 : La Salamandre d'or de Maurice Regamey : un maître d'armes
- 1965 : Furia à Bahia pour OSS 117 d'André Hunebelle : Thomas Ellis
- 1967 : Fantomas contre Scotland Yard d'André Hunebelle : un gendarme
- 1967 : Les Grandes Vacances de Jean Girault : un marin au club nautique
- 1969 : Le Paria de Claude Carliez : pilote d'avion
- 1971 : Les Mariés de l'an II de Jean-Paul Rappeneau : un bagarreur
- 1974 : Le Retour du grand blond d'Yves Robert : un homme de main de Toulouse
- 1974 : Un linceul n'a pas de poches de Jean-Pierre Mocky : un homme de main
- 1976 : L'Alpagueur de Philippe Labro : le touriste anglais
- 1976 : Un éléphant ça trompe énormément d'Yves Robert : l'homme qui gifle Simon
- 1977 : L'Animal de Claude Zidi : lui-même
- 1979 : Écoute voir d'Hugo Santiago : un homme de main
- 1979 : Moonraker de Lewis Gilbert : un gondolier / un lanceur de bolas / un homme de main de Drax
- 1981 : Garde à vue de Claude Miller : un policier
- 1984 : Les Morfalous d'Henri Verneuil : un légionnaire (Vers la quatrième minute, il reçoit une balle dans le dos.)
- 1984 : Une Américaine à Paris (American Dreamer) de Rick Rosenthal : un truand
- 1985 : Target d'Arthur Penn : homme esquivant dans la rue devant une voiture

### Televisão

#### Coordenador de lutas e acrobacias
- 1957–1958 : L’Alcade de Zalamea, téléfilm de Marcel Bluwal
- 1961 : Les Classiques de l'étrange, TV 8 programmes
- 1963 : Le maître de Ballantrae, téléfilm d'Abder Isker
- 1963–1966 : Thierry la Fronde, série télévisée de Robert Guez et Pierre Goutas
- 1964 : Rocambole, feuilleton télévisé de Jean-Pierre Decourt
- 1964 : La Mégère apprivoisée, téléfilm de Pierre Badel
- 1965 : Le Roi Lear, téléfilm de Jean Kerchbron
- 1966 : Corsaires et Flibustiers (ou Les Corsaires), feuilleton télévisé de Claude Boissol et Claude Barma
- 1966 : Les Compagnons de Jéhu, feuilleton télévisé de Michel Drach
- 1966 : La Tour de Nesle, téléfilm de Jean-Marie Coldefy
- 1966 : D'Artagnan, chevalier du roi, feuilleton télévisé d'Henri Carrier
- 1967 : Max le débonnaire épisode Un bon petit Jules, série télévisée de Gilles Grangier
- 1967 : Deux Romains en Gaule, TV speciale de Pierre Tchernia
- 1967 : Le Chevalier Tempête, feuilleton télévisé de Yannick Andréi
- 1967 : Lagardère, mini-série télévisée de Jean-Pierre Decourt
- 1967 : Marion Delorme, téléfilm de Jean Kerchbron
- 1969 : Les Eaux mêlées, téléfilm de Jean Kerchbron
- 1970–1973 : Gala de l'Union des artistes, feuilleton télévisé de Claude Barrois, Dominique Perrin et Francis Morane
- 1970 : L'Illusion comique, téléfilm de Robert Maurice
- 1971 : La Dame de Monsoreau, mini-série télévisée de Yannick Andréi
- 1971 : Quentin Durward, feuilleton télévisé de Gilles Grangier
- 1971 : Le Drame de Vauban, téléfilm de Jean-Marie Coldefy
- 1972 : Une brune aux yeux bleus, téléfilm de Lazare Iglesis
- 1972 : Raboliot, téléfilm de Jean-Marie Coldefy
- 1972 : Roméo et Juliette, téléfilm de Claude Barma
- 1973 : Les Rois maudits, mini-série télévisée de Claude Barma
- 1973 : Joseph Balsamo, mini-série télévisée d'Abder Isker
- 1973 : Un certain Richard Dorian, série télévisée d'Abder Isker
- 1973 : L'équipe ou Le roman des fortifs, téléfilm de Jean Kerchbron
- 1973 : La Duchesse d'Avila, mini-série télévisée de Philippe Ducrest
- 1973 : Karatekas and Co, série télévisée d'Edmond Tyborowski
- 1974 : La Main enchantée, téléfilm de Michel Subiela
- 1974 : L'Homme au contrat, série télévisée de Jacques Audoir
- 1974 : Ardéchois cœur fidèle, feuilleton télévisé de Jean-Pierre Gallo
- 1974–1975 : La Juive du Château-Trompette, mini-série télévisée de Yannick Andréi
- 1975 : L'Ingénu, téléfilm de Jean-Pierre Marchand
- 1975 : L'Homme sans visage, mini-série télévisée de Georges Franju
- 1975 : Les Mohicans de Paris, feuilleton télévisé de Bernard Borderie
- 1975 : La Mort d'un touriste, mini-série télévisée d'Abder Isker
- 1975–1977 : Michel Strogoff, mini-série télévisée de Jean-Pierre Decourt
- 1976 : Don César de Bazan, téléfilm de Jean-Pierre Marchand
- 1976 : Les Roses de Mañara, téléfilm de Jean Kerchbron
- 1976 : Le Jeune Homme et le Lion, téléfilm de Jean Delannoy
- 1976–1982 : Commissaire Moulin, série télévisée de Jean Kerchbron, Claude Grinberg et Jacques Ertaud
- 1976–1977 : Ces beaux messieurs de Bois-Doré, feuilleton télévisé de Bernard Borderie
- 1977–1979 : Désiré Lafarge, feuilleton télévisé de Jean-Pierre Gallo
- 1977 : D'Artagnan amoureux, mini-série télévisée en cinq épisodes de Yannick Andréi
- 1977 : Les Rebelles, téléfilm de Pierre Badel
- 1977 : Recherche dans l'intérêt des familles, série télévisée de Philippe Arnal
- 1978 : Les Pirates de la mer, téléfilm de Jean Kerchbron
- 1978 : Les Brigades du Tigre, série télévisée de Victor Vicas
- 1978 : Le sacrifice, téléfilm d’Alexandre Tarta
- 1978 : Gaston Phébus, mini-série télévisée de Bernard Borderie
- 1978 : La Main coupée, téléfilm de Jean Kerchbron
- ? 1978 : Émile Zola ou la Conscience humaine, mini-série télévisée de Stellio Lorenzi ?Predefinição:Pas clair
- 1979 : Histoires de voyous, feuilleton télévisé de Michel Berny
- 1979 : La Maréchale d’Ancre, téléfilm de Jean Kerchbron
- 1979 : Un juge, un flic, série télévisée de Denys de La Patellière
- 1979 : Pierrot mon ami, téléfilm de François Leterrier
- 1979 : Madame de Sévigné : Idylle familiale avec Bussy-Rabutin, téléfilm de Gérard Pignol et Jacques Vigoureux
- 1979–1982 : Les Enquêtes du commissaire Maigret, série télévisée d’Yves Allégret, Jean-Paul Sassy et Louis Grospierre
- 1979 : Le Feu dans l'eau, téléfilm de Jean-Daniel Verhaeghe
- 1979 : La Lumière des justes, Mini-série télévisée de Yannick Andréi
- 1980 : L'âge bête, téléfilm de Jacques Ertaud
- 1980 : Le Vol d'Icare, téléfilm de Daniel Ceccaldi
- 1980 : Petit déjeuner compris, mini-série télévisée de Michel Berny
- 1980 : Fantômas, mini-série télévisée de Claude Chabrol et Juan Luis Buñuel
- 1981 : Blanc, bleu, rouge, feuilleton télévisé de Yannick Andréi
- 1981 : Navarro, série télévisée de Serge Leroy
- 1982 : Adieu, téléfilm de Pierre Badel
- 1982 : Mersonne ne m'aime, téléfilm de Liliane de Kermadec
- 1982 : L'Épingle noire, mini-série télévisée de Maurice Frydland
- ? 1982 : La Sorcière, téléfilm de Charles Brabant ?Predefinição:Pas clair
- 1983 : Vendredi ou la Vie sauvage, téléfilm de Gérard Vergez
- 1983 : Fou comme l'oiseau, téléfilm de Fabrice Cazeneuve
- 1983–1984 : La Chambre des dames, feuilleton télévisé de Yannick Andréi
- 1984 : Quidam, téléfilm de Gérard Marx
- 1984 : Le Mystérieux Docteur Cornélius, mini-série télévisée de Maurice Frydland
- 1984 : Allô Béatrice, mini-série télévisée de Jacques Besnard
- 1984 : Les timides aventures d'un laveur de carreaux, téléfilm de Jean Brard
- 1984 : Les Fils des alligators, téléfilm d’André Farwagi
- 1984 : Billet doux, mini-série télévisée de Michel Berny
- 1985 : Série noire, collection de 37 téléfilms de Gérard Marx
- 1985 : Les colonnes du ciel, mini-série télévisée de Gabriel Axel
- 1986 : Grandeur et décadence d'un petit commerce de cinéma, téléfilm de Jean-Luc Godard
- 1986 : Monte Carlo, mini-série télévisée d'Anthony Page
- 1987 : Le Gerfaut, feuilleton télévisé de Marion Sarraut
- 1987 : Predefinição:Lien, mini-série télévisée de Richard T. Heffron
- 1988 : Les Lutteurs immobiles, téléfilm d’André Farwagi
- 1988 : Les Cinq Dernières Minutes, série télévisée de Gilles Katz
- 1989 : Liberté, Libertés, téléfilm de Jean-Dominique de la Rochefoucauld
- 1989 : La Grande Cabriole, mini-série télévisée de Nina Companeez
- 1989 : Predefinição:Lien (A Tale of Two Cities), mini-série télévisée de Philippe Monnier
- 1989 : Jeanne d'Arc, le pouvoir et l'innocence, téléfilm de Pierre Badel
- 1989 : La Comtesse de Charny, mini-série télévisée de Marion Sarraut
- 1989 : Le Retour de Lemmy Caution, téléfilm de Josée Dayan
- 1989 : Le Retour d'Arsène Lupin, série télévisée de Jacques Besnard et Michel Boisrond
- 1990 : Imogène, série télévisée de François Leterrier et Thierry Chabert
- 1990 : Hôtel de police, série télévisée de Claude Barrois
- 1990 : Nouvelles de Marcel Aymé, (cinq adaptations de nouvelles) série télévisée de Pierre Tchernia
- 1991 : Le Roi Mystère, mini-série télévisée de Paul Planchon
- 1991 : La Florentine, feuilleton télévisé de Marion Sarraut
- 1991 : L'Alerte rouge, téléfilm de Gilles Katz
- 1994 : Jalna, mini-série télévisée de Philippe Monnier
- 1995 : Charlotte et Léa, téléfilm de Jean-Claude Sussfeld
- 1995 : Un si bel orage, téléfilm de Jean-Daniel Verhaeghe
- 1995 : La Veuve de l'architecte, téléfilm de Philippe Monnier
- 1995 : Le groom, téléfilm de Paul Racer
- 1997 : Le Namouic, téléfilm de Gilles Capelle
- 1998 : Louis la Brocante, série télévisée de Jacques Rouzet et Pierre Sisser
- 1999 : Joséphine, ange gardien, série télévisée de Pierre Joassin
- 2000 : Marion et son tuteur, téléfilm de Jean Larriaga

#### Ator
- 1958 : Si c'était vous ?, série télévisée de Marcel Bluwal : le garçon du snack
- 1961 : Le trésor des treize maisons, série télévisée de Jean Bacqué
- 1963–1966 : Thierry la Fronde, série télévisée de Robert Guez et Pierre Goutas
- 1966 : Corsaires et Flibustiers (ou Les Corsaires), feuilleton télévisé de Claude Barma : Alain
- 1966 : D'Artagnan, chevalier du roi, feuilleton télévisé d'Henri Carrier : Maître Carliez
- 1968 : Cinéma, série télévisée de Jean Kerchbron : lui-même
- 1969–1978 : Gala de l'Union des artistes, feuilleton télévisé de Dominique Perrin, Pierre Tchernia, Francis Morane et Claude Barrois : lui-même
- 1970 : Garden-Party, série télévisée d'Arthur Maria Rabenalt
- 1972 : Les amis de Zorro L'agent secret, spécial télévisée de Claude Cobast
- 1973 : Joseph Balsamo, mini-série télévisée d'André Hunebelle : un officier
- 1973 : L'Hiver d'un gentilhomme, feuilleton télévisé de Yannick Andréi : Crassol
- 1973 : Héloïse et Abélard, téléfilm de Jacques Trébouta : un combattant
- 1973 : L'Éducation sentimentale, série télévisée de Marcel Cravenne : le directeur du duel
- 1973 : Sport en fête : lui-même
- 1974–1975 : La Juive du Château-Trompette, mini-série télévisée de Yannick Andréi
- 1975 : La Mort d'un touriste, mini-série télévisée d'Abder Isker : Léo Maringer
- 1977 : Recherche dans l'intérêt des familles, série télévisée de Philippe Arnal : un homme de main
- 1977–1981 : Numéro un, série télévisée / émission télévisée : lui-même
- 1978 : La Main coupée, téléfilm de Jean Kerchbron : le lieutenant de gendarmerie
- 1978–1980 : Les Rendez-vous du dimanche, série télévisée / émission télévisée de Rémy Grumbach : lui-même
- 1978 : Ciné regards, série télévisé de Daniel Martineau : lui-même
- 1980 : Le Vol d'Icare, téléfilm de Daniel Ceccaldi : le directeur du duel
- 1981 : Fugues à Fugain, série télévisée / émission télévisée de Michel Fugain : lui-même
- 1984 : Les Fils des alligators, téléfilm d’André Farwagi : Robelbach
- 1985 : Champs-Élysées, émission de variétés de la télévision de Jean-Pierre Spiero : lui-même
- 1986–1987 : La Force du destin, téléfilm de Maurice Frydland
- ? 1986 : Les petites magiciennes ?Predefinição:Pas clair, téléfilm d'Yves Robert : un mousquetaire
- 1987 : Le Gerfaut, feuilleton télévisé de Marion Sarraut : l'ecuyer Jérome Briant
- 1987 : Tatort episode Predefinição:Lien, série télévisée d'Hajo Gies : Jules
- 1989 : Renseignements généraux, série télévisée de Claude Barma : le concierge OPB
- 1995 : Charlotte et Léa, téléfilm de Jean-Claude Sussfeld : le professeur d'escrime
- 1995 : Vincent à l'heure, série télévisée d'Olivier Bressy : lui-même

### Documentários

#### Ator
- 1998 : Il fait des Bond: Les meilleures cascades de Rémy Julienne, documentaire, images d’archives de Frédérique Dufaut-Humbert : lui-même
- 2001 : Fantômas 70, documentaire de Thibault Carterot, Nicolas De Lamothe et François-Régis Jeanne : lui-même
- 2006 : Ken Adam's Production Films: Moonraker, documentaire de John Cork : lui-même / un gondolier
- 2006 : Jean Marais, le mal rouge et or, documentaire d’Armand Isnard
- Le Secret de la Botte de Nevers de Benjamin Rocher et François-Régis Jeanne : lui-même / maître d'armes
- 2015 : Belmondo, le magnifique, documentaire de Bruno Sevaistre : lui-même
- 2016 : Belmondo par Belmondo, documentaire de Paul Belmondo et Régis Mardon : lui-même
- 2017 : Belmondo ou le Goût du risque, documentaire de Jérôme Wybon : lui-même
- 2022 : Belmondo l'incorrigible, documentaire de François Lévy-Kuentz : lui-même

## Teatro

### Coordenador de lutas e acrobacias
- 1956 : Cyrano de Bergerac d'Edmond Rostand, mise en scène Raymond Rouleau
- 1964 : Roméo et Juliette de William Shakespeare, mise en scène Jean Gillibert
- 1967 : Dom Juan de Molière, mise en scène Antoine Bourseiller
- 1968 : Roméo et Juliette de William Shakespeare, mise en scène Michael Cacoyannis
- 1970 : Malatesta d'Henry de Montherlant, mise en scène Pierre Dux
- 1971 : Capitaine Schelle, Capitaine Eçço de Serge Rezvani, mise en scène Jean-Pierre Vincent
- 1974 : Othello de William Shakespeare, mise en scène Stéphan Meldegg
- 1974 : Et maintenant... à la tour de Nesle d'Alexandre Dumas, mise en scène Raymond Paquet
- 1977 : La Tragique Histoire d'Hamlet, prince de Danemark de William Shakespeare, mise en scène Benno Besson
- 1981 : La Stâââr de Louis Thierry, mise en scène Louis Thierry conception Magali Noël
- 1984 : Le Chevalier à la rose d'Hugo von Hofmannsthal, mise en scène Jean-Louis Thamin
- 1985 : La Tragédie de Macbeth de William Shakespeare, mise en scène Jean-Pierre Vincent
- 1987 : Kean d'Alexandre Dumas, mise en scène Robert Hossein
- 1990 : Roméo et Juliette de William Shakespeare, mise en scène Jean-Louis Thamin
- 1990 : Cyrano de Bergerac d'Edmond Rostand, mise en scène Robert Hossein
- 1992 : Chantecler d'Edmond Rostand, mise en scène Jean-Paul Lucet
- 1994 : Notre-Dame de Paris de Victor Hugo, mise en scène Jean-Paul Lucet
- 1998 : Roméo et Juliette de William Shakespeare, mise en scène Jean-Paul Lucet

## Obras publicadas
- Carliez, Claude; Cardinali, François (2016). Souvenirs en cascades : à fleurets mouchetés. Col: Studiolo (em francês). Paris: Éditions Michel de Maule. 211 páginas. ISBN 978-2876236608. OCLC 987434725.